# グレゴール・ウェニング
グレゴール・カール・ウェニング（Gregor Karl Wenning、1964年3月21日 - 2024年2月11日）は、ドイツ出身の神経内科医。ノルトライン＝ヴェストファーレン州ホルストマール生まれ。
パーキンソン病，非定型パーキンソン病，特に，多系統萎縮症の臨床・基礎研究で，よく知られている．
2006年に，インスブルック医科大学の臨床神経生物学部門の教授および部門長として任命された．

## 生い立ちと学歴
1964年3月21日に，教師であったカール・ハインツ・ウェニングと，秘書のエリザベス・ウェニング（旧姓テルヴォルト）の間に生まれた．彼の兄弟の１人は，ドイツの教会音楽家で作曲家のマーチン・ウェニングである．
ギムナジウムを修了後，ミュンスター（ヴェストファーレン州）にあるヴィルヘルム大学で，ドイツフォルクス学術財団の奨学生として医学を学んだ(1983年-1990年)．1991年に運動系の神経変性に関する学位論文をまとめ最優秀賞を受賞した．
1992年から1994年まで，英国パーキンソン病学会の研究奨学金を獲得し，ロンドンの神経研究所（クイーンスクエア）のクリニカルリサーチフェローおよびPhD研究員として，多系統萎縮症の，基礎・臨床・神経病理学研究を行った．1996年1月にロンドン大学で多系統萎縮症の研究を完了し 博士号（PhD）を取得した．学位論文の題目は，「多系統萎縮症の臨床・病理学・動物実験研究」であった．
1997年から1999年の間，オーストリアのインスブルック大学病院で神経内科および精神科の専門医となるための研修を行った．引き続いて，インスブルック大学の神経内科学教室で国際的に高く評価されている多系統萎縮症の研究プログラムを構築した．1999年に，インスブルック大学医学部の神経内科学准教授に任命された．

2006年に，インスブルック医科大学神経内科学教室の，臨床神経生物学教授および神経生物学部門長として任命された．2007年に，オーストリア・チロル州のハル・イン・チロルにある，健康科学，医療情報および技術のための私立大学（Private University for Health Services, Medical Informatics and Technology, UMIT）から修士号「医療経済学修士」を授与された．2018年に，インスブルック医科大学の自律神経障害センター長に任命された．
2024年2月11日に死去。

## 研究
研究テーマは，実験生物学，臨床病理，治療研究を基盤とする，非定型パーキンソン病，特に，多系統萎縮症の研究である．パーキンソン症候群患者及び認知症患者の診療に加えて，彼の診療活動は自律神経疾患の研究，診療も含んでいる．この目的のために，2000年に，神経循環系障害の診断のために，オーストリアでは最も早い時期にティルトテーブル（傾斜角度可動式ベッド）を有する検査室を設立した．
多系統萎縮症とパーキンソン病は，時に非常に似通った臨床像が観察されるが，様々な神経画像の検査法を導入することで，診断精度が格段に改善したことは，彼の臨床上の重要な貢献である．
基礎研究の面では，多系統萎縮症の生物学的機序をより深く理解できるように多くの疾患モデルを開発した．特に，遺伝子改変技術と神経毒性のある薬物投与を組み合わせることで，世界で最初の多系統萎縮症のトランスジェニックモデルの作出に成功したことは，国際的に大きな注目を集める研究成果であった．
欧州多系統萎縮症研究グループの共同責任者およびコーディネータとして，欧州，イスラエルの24の研究機関からなる研究コンソーシアムを率いて，多系統萎縮症に対する正確な診断マーカーの開発，治療への応用を目指した研究を推進した．
2012年から，多系統萎縮症に特化した，初めての世界規模の研究ネットワークを推進してきている．2015年に，非定型パーキンソン病に対する疾患修飾薬の実現を推進するカール・ゴルサー司教財団 (Bishop Dr. Karl Golser Foundation) のプレジデントになった．2018年に，ビクラム・クラーナ(Vikram Khurana, ハーバード大学)とガボール・コバックス (Gabor Kovacs，トロント大学, 両氏に，神経変性疾患分野の重要な発見に対して，第１回のカール・ゴルサー司教財団賞を授与した．2020年には，1997年のノーベル生理学医学賞受賞者であるスタンレー・プリュシナー (Stanley Prusiner)に，多系統萎縮症における病原性シヌクレインタンパクの研究に対して，カール・ゴルサー司教財団賞を授与した．
2019年に，世界中で多系統萎縮症に対して40以上の研究プロジェクトを支援している米国の慈善団体，多系統萎縮症連合（MSA Coalition）の学術顧問団のプレジデントに指名された．2019年に，インスブルック医科大学の評議員会のメンバーに選出された．2019年9月に，世界の医学・学術研究を推進する多系統萎縮症連合の理事会のメンバーとして参加した．
医学，学術研究に加えて，聖アウグスティヌスの教えに焦点を当てた，彼の哲学的な著作や論考でも有名になった． 2011年6月に，最前列で教皇ベネディクト16世から迎えられ，南チロルの聖アウグスティヌスの彫像と聖アウグスティヌスについての自著３冊を献上した．

## 受賞
- Scholarship - German National Scholarship Foundation, 1983-1990
- Scholarship - UK Parkinson's Disease Society, 1992-1994
- Science Prize - Austrian Parkinson's Disease Society, 1998 (First recipient)
- MSA Research Prize - Oppenheimer Prize, 2004 (First recipient)
- MSA Research Prize - JiePie Schouppe Award, 2014 (First recipient)
- 2016 Inaugural Stephen Myers Lecture, Baltimore, USA
- 2017 Plenary MSA Lecture, AAS Newport Beach, CA, USA
- 2017 Dr Johannes Tuba price of the Tiroler Ärztekammer
- 2020 JP Schouppe Award for lifetime achievements in MSA
- Wittgenstein Award Nominee 2020

## 国外フェローシップ
- Institute of Neurology, Queen Square, London, UK (1992–1994)
- Neuroepidemiology Branch, NINDS/NIH, Bethesda, USA (1996)
- Autonomic Function Laboratory, National Hospital for Neurology and Neurosurgery, Queen Square, London, UK (2000)
- Brain Repair Group, School of Biosciences, Cardiff University, UK (07/2004)
- Wallenberg Neuroscience Centre, Section of Restorative Neurology, Lund, Germany (04/2005)
- Western General Hospital, Toronto, Canada (07/2008)

## 重要な出版物
- Wenning et al. Brain 1994;117-835-845
- Wenning et al. Ann Neurol 1997,42:95-107
- Wenning et al. Lancet Neurol 2004; 3(2):93-103
- Wenning et al. Ann Neurol 2008;64:239-46
- Wenning et al. Lancet Neurol 2013;12:264-74
- Fanciulli & Wenning. N Engl J Med 2015; 372(3):249-63
- Krismer & Wenning. Nat Rev Neurol 2017; 17(13): 232-243
- 査読済みの論文として600編
- 論文，出版物の引用数 40,000
- H‐index 104
- 250回以上の国際的なカンファレンス，セミナーでの招待講演